# Batyle laevicollis
Batyle laevicollis es una especie de escarabajo del género Batyle, familia Cerambycidae. Fue descrita por Bates en 1892. Habita en México.